# Digavanettakuntlapalli, Bagepalli
Digavanettakuntlapalli là một làng thuộc tehsil Bagepalli, huyện Kolar, bang Karnataka, Ấn Độ.